# Mendrisio
Mendrisio es una ciudad y comuna suiza del cantón del Tesino, capital del distrito y círculo de Mendrisio. 

## Geografía
La comuna de Mendrisio se encuentra en la zona sur de Suiza, debajo del lago de Lugano, siendo la ciudad más meridional de Suiza. La ciudad se extiende por un pequeño valle conocido como el Mendrisiotto. En 2004 la comuna incluyó el territorio de la antigua comuna de Salorino. Así mismo en 2004 fueron anexados los territorios de las antiguas comunas de Arzo, Capolago, Genestrerio, Rancate y Tremona. Además se prevé la anexión en 2011 de las comunas de Besazio, Brusino Arsizio, Castel San Pietro, Coldrerio, Meride y Riva San Vitale.
Actualmente la comuna limita al norte con la comuna de Melano, al este con Castel San Pietro, al sur con Coldrerio, Novazzano y Bizzarone (IT-CO), al suroeste con Stabio, Ligornetto y Besazio, al oeste con Clivio (IT-VA) y Saltrio (IT-VA), y al noroeste con Meride y Riva San Vitale. Es la capital del distrito situado más al sur de Suiza, el llamado Mendrisiotto que abarca todo el agreste territorio suizo al sur del lago de Lugano.

## Generalidades
En la ciudad se encuentra el departamento de estudios de arquitectura de la "Universidad Suiza de Lengua Italiana". 
A Mendrisio se la conoce en Italia como "il magnifico borgo" (la ciudad magnífica) debido a sus elegantes y numerosos edificios históricos. Como monumentos cabe destacar las parroquias de San Cosme y San Damián del siglo XIX y las iglesias de San Martín y San Juan, siglo XVII, y de Santa María de las Gracias, siglo XVII.
Desde hace unos años, la ciudad tiene un papel pionero en la promoción de los coches eléctricos.
La ciudad también es conocida por su típica procesión del Jueves Santo, cuando se recrea una reconstrucción viva de la pasión de Cristo (sin ningún tipo de muestras de sangre o violencia). Cabe mencionar también el festival de las uvas (llamado "Sagra dell uva"), que se celebra a finales de septiembre.

## Ciclismo
Es una ciudad con fuerte tradición ciclista. Fruto de ello se conceden anualmente los premios Mendrisio de Oro, entregados por el Velo Club Mendrisio. 
En 2009, se celebraron en la localidad los LXXVI Campeonatos del Mundo de Ciclismo en Ruta, organizados por la Unión Ciclista Internacional.